# Narasaraopet

Narasaraopet är en stad i delstaten Andhra Pradesh i Indien, och tillhör distriktet Guntur. Folkmängden uppgick till 116 250 invånare vid folkräkningen 2011, med förorter 117 489 invånare.